# Scaphiella meta
Espèce
Scaphiella meta est une espèce d'araignées aranéomorphes de la famille des Oonopidae.

## Distribution
Cette espèce est endémique du département de Meta en Colombie,. Elle se rencontre à Quebrada Susumuco vers 1 000 m d'altitude.

## Description
Le mâle holotype mesure 1,76 mm et la femelle 2,13 mm.

## Étymologie
Cette espèce est nommée en référence au lieu de sa découverte, le département de Meta.

## Publication originale
- Platnick & Dupérré, 2010 : The goblin spider genus Scaphiella (Araneae, Oonopidae). Bulletin of the American Museum of Natural History, no 332, p. 1-156 (texte intégral).